# Вишенка (Минская область)
Вишенка (бел. Вішанька) — деревня в Червенском районе Минской области Беларуси. Входит в состав Руднянского сельсовета.

## Географическое положение
Расположена в 16 километрах к северу от Червеня, в 66 км от Минска, в 30 км от железнодорожной станции Смолевичи линии Минск—Орша.

## История
На 1858 год деревня была собственностью казны и входила в состав Игуменского уезда Минской губернии, здесь было 47 жителей. На 1870 год входила в Гребёнскую волость, насчитывала 23 души мужского пола. Согласно переписи населения Российской империи 1897 года деревня насчитывала 56 дворов, где проживали 100 человек. На начало XX века здесь было 24 двора и 195 жителей. На 1917 год было 42 двора и 227 жителей. С февраля по декабрь 1918 года деревня была оккупирована немцами, с августа 1919 по июль 1920 — поляками. 20 августа 1924 года деревня вошла в состав вновь образованного Руднянского сельсовета Червенского района Минского округа (с 20 февраля 1938 — Минской области). Согласно переписи населения СССР 1926 года здесь было 52 двора, где проживали 298 человек. В начале 1930-х в деревне был организован колхоз «Вишенка». Во время Великой Отечественной войны деревня была оккупирована немецко-фашистскими захватчиками в начале июля 1941 года. 6 жителей деревни не вернулись с фронта. Освобождена в начале июля 1944 года. На 1960 год население деревни составило 150 человек. В 1980-е годы она относилась к экспериментальной базе «Новые Зеленки». На 1997 год в деревне было 17 домов и 19 жителей. На 2013 год 3 круглогодично жилых дома, 4 постоянных жителя.

## Население
- 1858 — 47 жителей
- 1870 — 23 мужчины
- 1897 — 56 дворов, 100 жителей
- 1908 — 24 двора, 195 жителей
- 1917 — 42 двора, 227 жителей
- 1926 — 52 двора, 298 жителей
- 1960 — 150 жителей
- 1997 — 17 дворов, 19 жителей
- 2013 — 3 двора, 4 жителя
- 2023 — 73 двора, 141 житель[источник?]